# 셔윈윌리암스
셔윈윌리암스 컴퍼니(Sherwin-Williams Company)는 미국 오하이오주 클리블랜드에 있는 도료, 도장 기업이다. 도료, 도장, 도배와 관련 제품을 제조하며 120개국 이상에서 사업을 영위하고 있다.